# 16275 Charlesma
16275 Charlesma è un asteroide della fascia principale. Scoperto nel 2000, presenta un'orbita caratterizzata da un semiasse maggiore pari a 2,632519 UA e da un'eccentricità di 0,179958, inclinata di 4,305717° rispetto all'eclittica.